# Diaphanosoma senegal
Diaphanosoma senegal är en kräftdjursart som beskrevs av Jacques Gauthier 1951. Diaphanosoma senegal ingår i släktet Diaphanosoma och familjen Sididae. Inga underarter finns listade i Catalogue of Life.